# Тюфекчиев, Наум
Наум Тюфекчиев (макед. Наум Туфекчиев, 29 июня 1864 — 25 февраля 1916) — болгарско-македонский революционер, инженер-взрывотехник, деятель Верховного македонско-одринского комитета. Организатор ликвидации регента Болгарии Стефана Стамболова. Убит по приказу руководителя ВМОРО Тодора Александрова.
Оказывал помощь революционерам других и стран: Боевой группе РСДРП, группе Армена Гаро, группе «Красные братья».